# Isla Breaker
La isla Breaker es una pequeña isla rocosa de la Antártida que está situada a 64°46′S 64°07′O / -64.767, -64.117 al sudoeste del punto Norsel, en la costa sudoeste de la isla Anvers en el archipiélago Palmer. 
La isla Breaker fue inspeccionada por el FIDS británico en 1955. Fue llamada así por el Comité Británico de Topónimos Antárticos (UK-APC) porque la isla tiene grandes rompientes (breakers) cuando el mar está encrespado.

## Reclamaciones territoriales
Argentina incluye a la isla en el departamento Antártida Argentina dentro de la provincia de Tierra del Fuego, Antártida e Islas del Atlántico Sur; para Chile forma parte de la comuna Antártica de la provincia Antártica Chilena dentro de la Región de Magallanes y de la Antártica Chilena; y para el Reino Unido integra el Territorio Antártico Británico. Las tres reclamaciones están sujetas a los términos del Tratado Antártico.
Nomenclatura de los países reclamantes: 
- Argentina: ?
- Chile: ?
- Reino Unido: Breaker Island